# قانون الأمن الوطني لماكاو

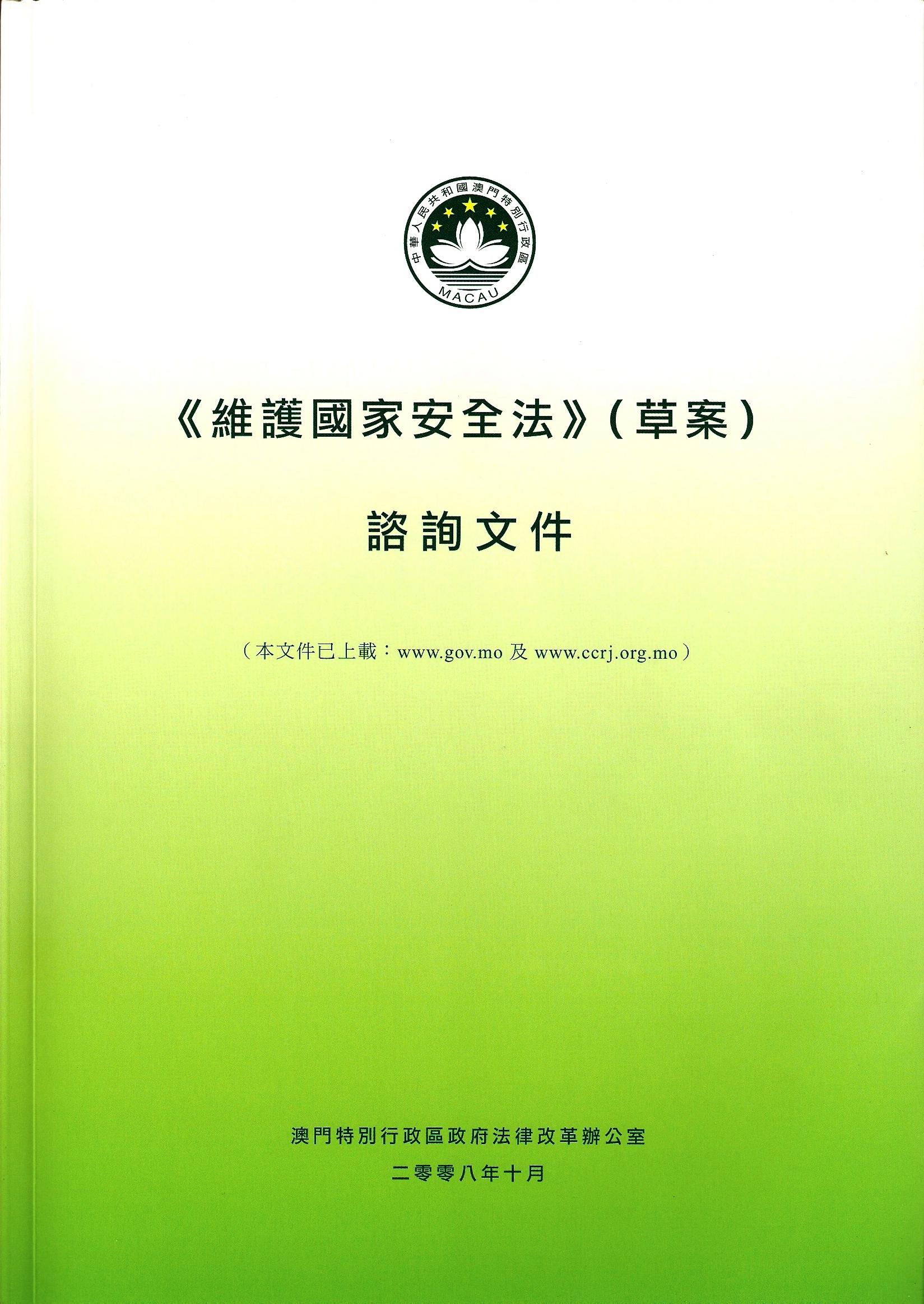
ماكاو المادة 23 استشارة

قانون الأمن الوطني لماكاو هو قانون في ماكاو يحظر ويعاقب أعمال «الخيانة والانفصال والتخريب» ضد الحكومة الشعبية المركزية، وكذلك «الأعمال التحضيرية» التي تؤدي إلى أي من القوانين الثلاثة. دخل القانون حيز التنفيذ في 3 مارس 2009، والغرض من القانون هو الوفاء بالمادة 23 من قانون ماكاو الأساسي، وهو الدستور الفعلي لمنطقة الإدارة الخاصة في ماكاو. قانون الأمن الوطني في ماكاو ساري المفعول منذ أحد عشر عامًا، ولم يتم استخدام حتى الآن.

## التاريخ
وفقًا لوزير الإدارة والعدل فلورندا دا روزا سيلفا تشان، بدأت الصياغة في عام 2004 مع الأخذ في الاعتبار أمثلة من دول البرتغال وإيطاليا. حتى عام 1999 كانت ماكاو مستعمرة للبرتغال. تم إصدار المسودة في 22 أكتوبر 2008. واقترح حظر الخيانة ومحاولات الإطاحة بالحكومة الصينية وسرقة الأسرار الوطنية. بعض الجرائم المقترحة تصل عقوبتها القصوى إلى السجن 25 عامًا.

## الرد على صياغة القانون
قال إدموند هو الرئيس التنفيذي لماكاو في مؤتمر صحفي إن مشروع القانون يستهدف «السلوك الإجرامي الخطير» ولن يحد من الاحتجاجات أو الانتقاد لبكين. وقال كذلك «بترديد بعض الشعارات وكتابة بعض المقالات التي تنتقد الحكومة المركزية أو حكومة ماكاو، فإن هذه الأنشطة لن ينظمها هذا القانون المقترح». قال المشرع من ماكاو أوكام سان «لا تريد أن ترى أي قانون للأمن القومي على غرار البر الرئيسي، سيكون من المقبول سن قانون يستند إلى مبادئ جوهانسبرغ».
قال المعلق السياسي لاري سو مان-يوم إن التشريع سيكون جيدًا في ماكاو نظرًا لوطنية السكان وافتقارهم للوعي بالحقوق المدنية. «لن تكون هناك مشكلة على الإطلاق، بالمقارنة مع سكان ماكاو فهم يتمتعون بمستويات عالية من القبول للحكومة المركزية، ولن يظهر أي تمرد في ماكاو». في عام 2003 أطلق على وزيرة الأمن ريجينا إيب لقب «برومهيد» لمحاولة تصدير المادة 23 إلى هونغ كونغ. ردت حكومة هونغ كونغ في 22 أكتوبر بعدم وجود خطة للشروع في التشريع، مضيفة أن التزاماتها الأكثر إلحاحًا هي القضايا الاقتصادية والمعيشية.